# Poligono nucleare di Punggye-ri
Il Poligono nucleare di Punggye-ri (in coreano 풍계리 핵 실험장?) è l'unico sito per i test nucleari conosciuto in Corea del Nord. Si trova nella Contea di Kilju, nell'Hamgyŏng Settentrionale, e vi sono stati effettuati sei test nucleari dal 2006 al 2017.

## Geografia
Il poligono si trova in una regione montagnosa della Corea del Nord, circa 2 km a sud del monte Mantapsan, 2 km a ovest del Campo di concentramento di Hwasong e 12 km a nord-est del villaggio di Punggye-ri.

## Storia
Il sito è stato individuato attraverso l'analisi di immagini satellitari ed è stato utilizzato per sei test nucleari sotterranei, svoltisi nel 2006, 2009, 2013, gennaio 2016, settembre 2016 e 2017. Nei primi cinque sono state testate bombe a fissione, mentre nel test del 2017 è stata utilizzata una bomba a fusione. In seguito a quest'ultimo test, si teme che possa esserci stato un rilascio di materiale radioattivo nell'atmosfera in seguito al collasso di una galleria.
Durante l'incontro tra Kim Jong-un e Moon Jae-in dell'aprile 2018 il capo di stato nordcoreano ha comunicato ai vertici sudcoreani l'intenzione di chiudere il poligono il mese successivo.